# Tim Shallice
Tim Shallice is een professor in de neuropsychologie en de voormalig directeur van het Institute of Cognitive Neuroscience in Londen. Hij werd professor in 1994. Zijn werk is invloedrijk op het gebied van cognitieve neurowetenschappen. Zijn primaire bijdrage aan dit vakgebied staat omschreven in zijn boek 'From Neuropsychology to Mental Structure'. Ook heeft hij een zekere invloed op het gebied van het ontwikkelen van testmateriaal voor neuropsychologisch onderzoek. Zo ontwikkelde Shallice de Behavioural Assessment of Dysexecutive Syndrome (BADS) en de Hayling en Brixton test. Beide taken worden vaak gebruikt bij het onderzoeken van de executieve functies.